# Eishockeynationalmannschaft von Hongkong
| Eishockeynationalmannschaft von Hongkong                            | Eishockeynationalmannschaft von Hongkong      |
| ------------------------------------------------------------------- | --------------------------------------------- |
| Verband:                                                            | Eishockeyverband von Hongkong                 |
| Erstes Länderspiel:                                                 |                                               |
| Republik China 6:2 Hongkong 8. März 1987 in Perth, Australien       |                                               |
| Höchster Sieg:                                                      |                                               |
| Hongkong 30:1 Macao 6. Januar 2003 in Hongkong, Volksrepublik China |                                               |
| Höchste Niederlage:                                                 |                                               |
| Südkorea 44:0 Hongkong 14. März 1987 in Perth, Australien           |                                               |
| Medaillengewinne Herren:                                            |                                               |
| WM:                                                                 | keine                                         |
| Olympia:                                                            | keine                                         |
| Winter-Asienspiele:                                                 | keine                                         |
| IIHF Challenge Cup of Asia:                                         | 1× Gold: 2011 1× Silber: 2013 1× Bronze: 2008 |

Die Eishockeynationalmannschaft von Hongkong der Herren gehört zum Eishockeyverband von Hongkong (Hong Kong Ice Hockey Association). Aktueller Trainer ist Nikita Smirnow. Sie wird nach der Weltmeisterschaft 2023 in der IIHF-Weltrangliste auf Platz 47 geführt.

## Geschichte
Die Nationalmannschaft von Hongkong nahm erstmals 1987 an einem offiziellen Turnier teil, als sie bei der D-Weltmeisterschaft im australischen Perth antrat. Dort verlor sie alle sechs Spiele mit einem Torverhältnis von 1:185. Das Spiel gegen die außer Wertung spielende Mannschaft der Republik China endete 2:2.
Nach einer zwanzigjährigen Unterbrechung nahm Hongkong erstmals 2007 wieder an einem offiziellen Turnier der Internationalen Eishockey-Föderation IIHF teil und erreichte bei den Winter-Asienspielen den zehnten von elf Plätzen. Im folgenden Jahr nahm Hongkong beim erstmals ausgetragenen IIHF Challenge Cup of Asia teil und beendete das Turnier auf dem dritten Platz. Auch in den Folgejahren bis 2014 (außer 2012) nahm man am Wettbewerb teil, den man 2011 gewinnen konnte; 2013 wurde man Zweiter.
2014 nahm die Nationalmannschaft erstmals wieder an einer Eishockey-Weltmeisterschaft teil. Man spielte in der Division III in Luxemburg und belegte dort den vierten Platz. Seitdem nimmt die Mannschaft regelmäßig an der WM Division III teil.

## Platzierungen bei denEishockey-Weltmeisterschaften
- 1987 – Platz 28 (4. Platz D-WM)
- 1989–2013 nicht teilgenommen
- 2014 – Platz 44 (4. Platz Division III)
- 2015 – Platz 44 (4. Platz Division III)
- 2016 – Platz 45 (5. Platz Division III)
- 2017 – Platz 44 (4. Platz Division III)
- 2018 – Platz 46 (6. Platz Division III, Abstieg in die Qualifikation zur Division III)
- 2019 – Platz 48 (2. Platz Qualifikation zur Division III)
- 2020–2021 – keine Austragung
- 2022 – nicht teilgenommen
- 2023 – Platz 48 (3. Platz Division III, Gruppe B)
- 2024 – Platz 49 (3. Platz Division III, Gruppe B)
- 2025 – Platz 49 (3. Platz Division III, Gruppe B)

## Platzierungen bei denWinter-Asienspielen
- 2007 – 10. Platz
- 2011 – nicht teilgenommen
- 2017 – 9. Platz (5., Division I)
- 2025 – 8. Platz

## Platzierungen beimIIHF Challenge Cup of Asia
- 2008 – 3. Platz
- 2009 – 4. Platz
- 2010 – 5. Platz
- 2011 – 1. Platz
- 2012 – nicht teilgenommen
- 2013 – 2. Platz
- 2014 – 5. Platz
- seit 2015 nicht teilgenommen